# Mango Fashion Awards
|  | Per a altres significats, vegeu «Mango (desambiguació)». |

Mango Fashion Awards és un certamen de moda organitzat des del 2007 per la multinacional catalana Mango, on es lliuren els premis "El Botón" i "El Botón de Oro". "El Botón" s'atorga a joves talents de la moda amb l'objectiu d'impulsar treballs de joves promeses. El guanyador obté un premi de 300.000 euros, el major d'aquestes característiques, i que es posi a la venda el seu disseny a les botigues de Mango, juntament amb els dels finalistes.

## Premis
"El Botón"
- Sandrina Fasoli i Michaël Marson (2007)[2]
- Jin Youn Lee (2008)[1]
- (2009)

"El Botón de Oro"
- Valentino (2007)
- Óscar de la Renta (2008)
- Jean-Paul Gaultier (2009)